# Francisco Folch de Cardona

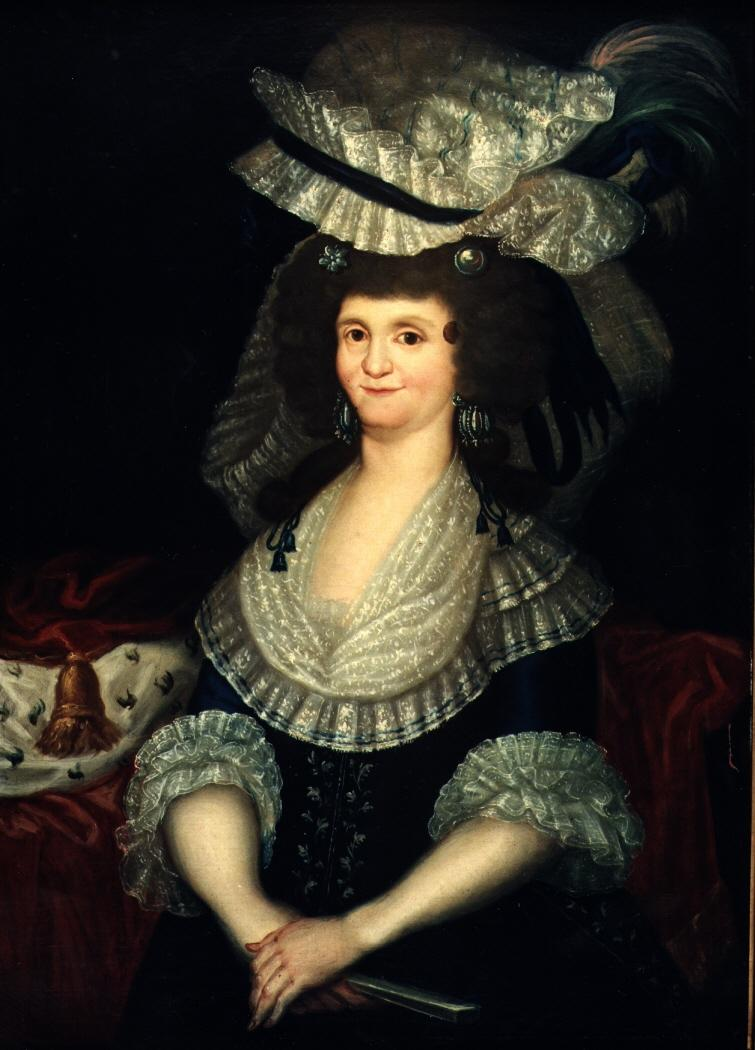
María Luisa de Parma, óleo sobre lienzo, 107 x 79 cm, Madrid, Museo Lázaro Galdiano.

Francisco Folch de Cardona (Valencia, 29 de enero de 1744-Madrid, 1808) fue un pintor ilustrado español, pintor de cámara de Carlos IV.

## Biografía
Bautizado el 31 de enero de 1744 en la parroquia de San Esteban de Valencia, fueron sus padres José Tiller y María Juana Folch de Cardona, de familia aristocrática. Se formó en la Academia de San Carlos de Valencia, donde tuvo como profesores a José Vergara Gimeno y Camarón Bonanat. De 1779 a 1782 estuvo en prisión, al parecer por tratos ilícitos con mujeres y expresiones desafiantes, contrarias a la fe católica. En 1782 pasó a Murcia para sustituir junto con Joaquín Campos al ya anciano Francisco Salzillo como profesor de pintura de la Escuela Patriótica de Dibujo, que recientemente había sido creada en el seno de la Real Sociedad Económica de Amigos del País.

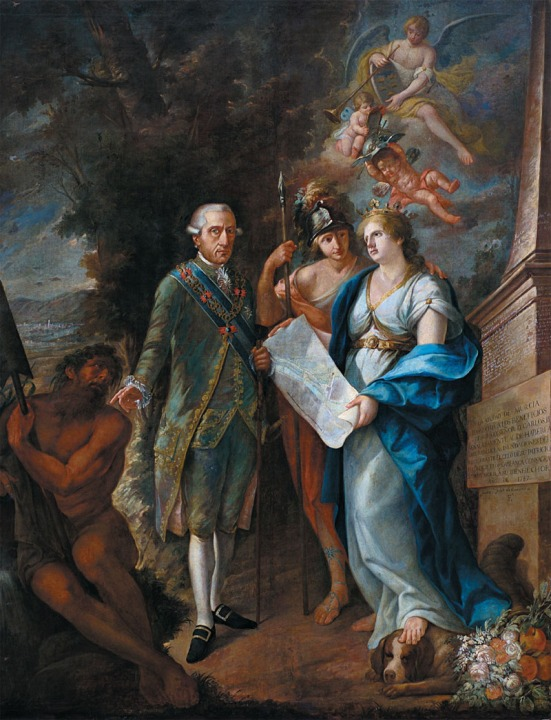
Retrato alegórico del conde de Floridablanca, 1787. Óleo sobre lienzo, 320 x 215 cm. Murcia, Palacio del Almudí, Excmo. Ayuntamiento de Murcia, Fundación Cajamurcia.

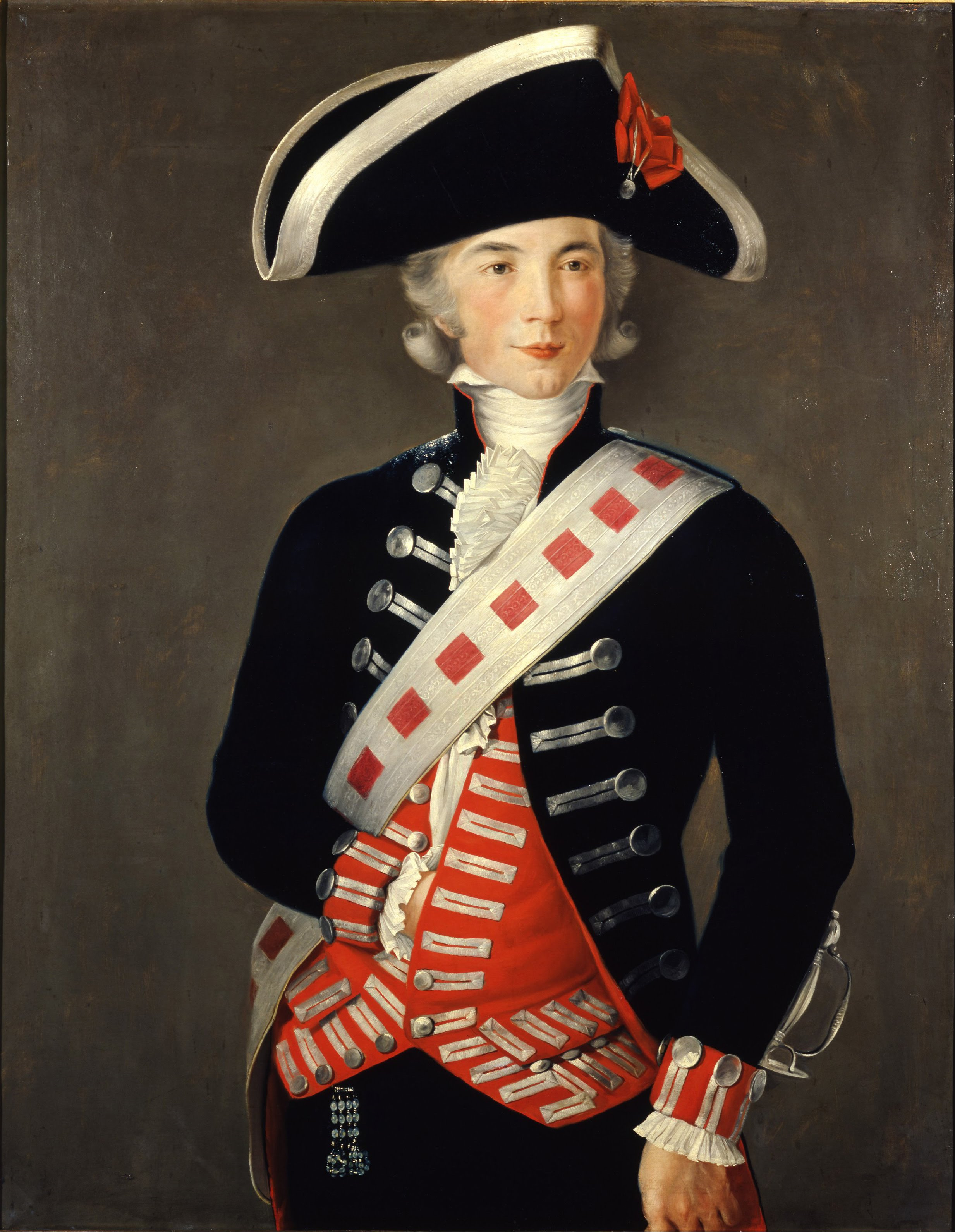
Manuel Godoy, guardia de corps, 1788, óleo sobre lienzo, 105 x 83 cm, Madrid, Real Academia de Bellas Artes de San Fernando.

En Murcia permaneció poco más de dos años, pues, protegido por el conde de Floridablanca, en 1784 abandonó el cargo para trasladarse a Madrid. De los años pasados en Murcia son las pinturas de la bóveda de la iglesia de Santa María de Gracia de Cartagena, donde representó la apoteosis de san Juan Nepomuceno, y los siete óleos del altar mayor de la iglesia del Salvador de Jumilla, en los que está documentado que trabajaba en marzo de 1784, cuatro dedicados a la infancia de Jesús, en la parte baja del retablo, y tres de grandes dimensiones en el remate, con la Ascensión en el centro flanqueada por la Resurrección y la Aparición de Cristo a la Magdalena. En esta iglesia también eran suyos los restantes retablos pintados «en perspectiva», según declaró él mismo en 1795, en el memorial que presentó para solicitar la plaza de teniente-director de pintura en la Academia de San Fernando, y se le atribuye un Arrepentimiento de san Pedro, inspirado en el grupo de Salzillo para el altar mayor de la iglesia de San Pedro Apóstol de Murcia. En el mencionado memorial aludía también, aunque sin citarlas, a otras obras hechas por él en los cuatro años que había pasado en el Reino de Murcia, en el convento de San Agustín de Cartagena y en las localidades de Molina de Segura y Tobarra (Albacete).
En 1785, el Ayuntamiento de Murcia acordó encomendar a Folch de Cardona que, «con todo el primor posible [...] en la Villa y Corte de Madrid», hiciese un retrato del conde de Floridablanca en señal de gratitud por las obras de canalización del río Segura promovidas por el secretario de Estado. La autorización le llegó a Folch en octubre de ese año pero el trabajo, que hubo de realizar en Murcia tras obtener el boceto en Madrid, se retrasó y no lo dio por acabado hasta octubre de 1787, cuando el conde de Floridablanca le adelantó el pagó del trabajo para que pudiese regresar a Madrid. Conservado en el palacio del Almudí, representa a una matrona de apariencia clásica presentando al conde uno de los planos del proyecto de ornamentación y canalización del río Segura a su paso por Murcia, obra del arquitecto Manuel Serrano, en compañía de Palas Atenea, el genio del río y símbolos de la fama, el comercio y la abundancia.
Establecido en Madrid, fue nombrado retratista de cámara en junio de 1790 y pintor de cámara de su majestad el 5 de octubre de 1794. Aunque retratista de calidad discreta y factura seca, no exenta de cierta elegancia, en su condición de pintor de cámara retrató a Carlos IV (perdido retrato ecuestre que fue de la colección real) y a María Luisa de Parma (Universidad Complutense de Madrid y Museo Lázaro Galdiano) así como a otros miembros de la corte, entre ellos a José Moñino, conde de Floridablanca, a Francisco Moñino y Redondo y a Juan de Piña y Ruiz de Contreras (1788), director del Banco de San Carlos, los tres en la colección del Banco de España, y a Godoy joven, como guardia de corps (Real Academia de Bellas Artes de San Fernando). Mención especial merece el gran retrato colectivo de la familia de Carlos IV, precedente del más célebre retrato de Goya, conservado enrollado y en pésimo estado en los almacenes del Museo del Prado. Por sus medidas (423 x 510 cm) y el amplio desarrollo de la arquitectura, que ocupa casi dos tercios de su altura, es posible que este retrato estuviese destinado a formar pareja con la Familia de Felipe V de Louis-Michel van Loo.
En el género de la pintura religiosa, tras los trabajos hechos en Murcia, solo se cita una muy barroca Inmaculada, de fecha incierta pero alejada del influjo de Mengs, conservada en el Museo Lázaro Galdiano.
En julio de 1807 solicitó y obtuvo permiso de cuatro meses para trasladarse a Valencia con el fin de recuperar «su quebrantada salud» y el 18 de marzo de 1808 su viuda, María Fernández de Rojas, solicitó la ayuda ordinaria de cuatro mil reales anuales asignadas a los pintores de cámara que habían gozado sueldo de quince mil reales, como era el caso de Cardona, quien había ocupado la plaza por espacio de diecisiete años.